# تفاح خوخي الورق
تفاح خوخي الورق (الاسم العلمي:Malus prunifolia) هو نوع من النباتات يتبع جنس التفاح من الفصيلة الوردية.